# Mirra Alfassa
Mirra Alfassa (Blanche Rachel Mirra Alfassa), née le 21 février 1878 à Paris 9e et morte le 17 novembre 1973 à Pondichéry (Inde), aussi surnommée Douce Mère ou la Mère, a pour nom d'épouse Mirra Richard. Elle est connue pour son parcours spirituel avec Sri Aurobindo, ses écrits, et pour être à l'origine de la cité d'Auroville en Inde.

## Biographie

### Origines et famille
Mirra Alfassa naît en 1878 à Paris dans une famille bourgeoise. Elle est déclarée à l'état civil sous le nom de Blanche Rachel Mirra Alfassa. Sa mère, Mathilde Ismalun, née à Alexandrie en Égypte, et son père, Moïse Maurice Alfassa, banquier, né à Andrinople, en Turquie, tous deux juifs non pratiquants, se sont installés en France en 1877. Son frère aîné, Mattéo Alfassa, né à Alexandrie en 1876, devait devenir gouverneur du Congo français (en 1919) puis, gouverneur de l'Afrique-Équatoriale française (en 1934),,.

### Études
Mira Alfassa apprend à lire à l'âge de sept ans mais ne va à  l'école qu'à partir de neuf ans. Elle s'intéresse alors à divers domaines artistiques, au tennis, à la musique et au chant, mais sans attachement durable à l'une ou l'autre de ces activités. À l'âge de 14 ans, elle a lu presque tous les livres de la bibliothèque paternelle, ce qui contribuera plus tard à sa maîtrise du français. Son biographe, Georges Van Vrekhem, note que l'enfant connaît plusieurs expériences occultes mais sans en comprendre le sens ni l'intérêt. Mira Alfassa rapporte qu'elle ne s'en ouvre pas à sa mère, car celle-ci les aurait considérées comme les symptômes d'une maladie mentale nécessitant des soins. Elle se rappelle en particulier qu'à l'âge de 13 ou 14 ans, elle a eu la vision d'une figure sombre qu'elle appelait Krishna, mais qu'elle n'avait jamais vue dans la réalité.
Elle étudie en 1893 les Beaux-Arts à l'Académie Julian dans le 6e arrondissement, rue du Dragon, et y obtient son diplôme de peintre.

### Vie artistique parisienne et premier mariage
En 1897, elle obtient une médaille d'argent de la Société des amis des arts de Seine-et-Oise après une exposition au château de Versailles.
Elle se marie, le 13 octobre 1897, à 19 ans, avec le peintre Henri Morisset, disciple de Gustave Moreau, dont l'atelier était au 15 rue Lemercier à Paris. Son fils André naît le 23 août 1898. Elle tombe gravement malade à la suite de cette naissance. Outre Moreau qu'elle fréquente par l'intermédiaire de son mari, elle est l'amie du sculpteur Auguste Rodin.
De 1903 à 1905, elle expose certaines de ses œuvres au Salon de la Société nationale des beaux-arts.

### Ésotérisme, occultisme et second mariage
À partir de 1903, elle fait la connaissance, par son frère Mattéo, de Louis Thémanlys (1874-1943), lequel l'introduit dans un groupe ésotérique appelé « Mouvement Cosmique », fondé par Louis Maximilien Bimstein, dit Max Théon (1845-1927) et son épouse Mary Christine Woodroffe Maurel, dite Alma. Alfassa prend la responsabilité de la rédaction de La Revue Cosmique, dont le précédent rédacteur en chef était l'occultiste et astrologue F.-Ch. Barlet. Elle retranscrit et traduit alors de nombreux articles de Max Théon (1848-1927).
En 1904, elle rencontre enfin en personne Max Théon et son épouse Alma. De 1905 à 1906, puis en 1907, elle effectue des séjours d'initiation à l'occultisme à Tlemcen, en Algérie, où réside le couple.
Alfassa fonde ensuite sa première association : Idea. Elle tient des causeries à Paris éveillant à la liberté de pensée et à un ésotérisme accordant une valeur spécifique aux femmes, par exemple avec le groupe de l'Union de la pensée féminine. Elle donne une conférence dans le cadre de la foi bahá’íe, à la demande du fils de son fondateur, ʻAbdu'l-Bahá ('Abbâs Effendi, 1844-1921). Elle devient l'amie d'Alexandra David-Neel, partageant avec elle un intérêt prononcé pour le bouddhisme.
Elle divorce d'Henri Morisset en 1908 et se remarie avec Paul Antoine Richard (17 juin 1874-juin 1967) en avril 1911.

### Ashram de Sri Aurobindo
Elle se rend en Inde avec son mari, en 1914, à Pondichéry et rencontre Aurobindo Ghose, dit Sri Aurobindo (1872-1950). Elle passe une première année à Pondichéry, revient en France en novembre 1915 puis part quatre ans au Japon à partir du 18 mai 1916 avec Paul Richard. Elle revient définitivement à Pondichéry auprès de Sri Aurobindo le 24 avril 1920. Son mari la quitte en novembre 1920.
Lorsque Sri Aurobindo se retire en 1926, il laisse à Alfassa — qu'il a commencé à appeler « Mère » — la direction de l'ashram, qu'elle organise et développe. Elle assiste aux derniers moments de Sri Aurobindo début décembre 1950.

### Fondation d'Auroville
Le 28 février 1968, elle fonde, au nord de Pondichéry, dans le sud du Tamil Nadu, une communauté internationale soutenue par l'UNESCO, et dont la vocation est de réaliser l'unité humaine. C'est de sa chambre à Pondichéry que sera prononcé en français le discours de la fondation d'Auroville qui sera diffusé en direct sur All India Radio.

### Décès
Mirra Alfassa meurt le 17 novembre 1973 à Pondichéry, à l'age de 95 ans, d'un arrêt cardiaque. Dans les jours qui suivent, des milliers de personnes défilent à l'ashram pour voir son corps, enveloppé dans un tissu de soie dorée et reposant dans la salle de méditation. Nolini Kanta Gupta, l'un des plus anciens et importants disciples de Sri Aurobindo, est désigné pour succéder à Alfassa à la tête de l'ashram.

### Œuvre écrite

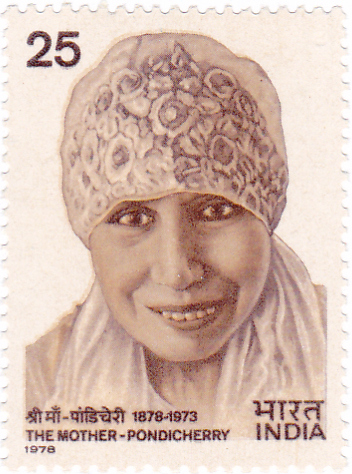
La mère, timbre indien de 1978

Mirra Alfassa laisse derrière elle une importante œuvre écrite, notamment son journal Prières et méditations, les Entretiens — causeries aux membres de l'Ashram — et les treize tomes de L'Agenda de Mère recueillis par un de ses disciples, le Français Satprem (Bernard Enginger), qui raconte ce qu'elle nomme « sa percée au cœur de la matière », pour donner naissance à ce qu'elle nomme « l'espèce nouvelle » ou « la vie sans mort ». Sri Aurobindo  écrit dans The Mother (25.49) : « Elle travaille ici, dans le corps, pour faire descendre quelque chose qui ne s'est pas encore exprimé en ce monde matériel et qui transformera la vie ici-bas ».
- Prières et Méditations (1912-1919), première édition en 1932.
- La Découverte suprême (1912), première édition  en 1937
- Paroles d'Autrefois (1946)
- Quelques Paroles (1951)
- Quelques Réponses (1964)
- Éducation (1952)
- Les Quatre Austérités & Les  Quatre Libérations (1953)
- Le Grand Secret (1954)
- Commentaires sur le Dhammapada (1960)
- White Roses (1964-1970)
- Sri Aurobindo, Pensées et Aphorismes, deux volumes commentés par la Mère.
- Entretiens (1929-1958), huit tomes publiés pour la première fois de 1933 à 1972. Trad. T. I : Entretiens. 1929, Shri Aurobindo Ashram, 1967, 165 p.
- L'Agenda de Mère (1951-1973), treize tomes édités par Satprem, trad., Institut de recherches évolutives, Interforum, 13 vol. T. I : L'Agenda de Mère. 1951-1960.

Source : bibliographie des œuvres de Mère citées par Satprem dans Mère. L'Espèce Nouvelle, p. 563.